# Première circonscription de l'Aveyron
La première circonscription de l'Aveyron est l'une des trois circonscriptions législatives que compte le département français de l'Aveyron (12), situé en région Occitanie.
Elle est représentée à l'Assemblée nationale, pour la XVIIe législature de la Cinquième République, par Stéphane Mazars, député de Renaissance.

## Description géographique et démographique

### De 1958 à 1986
La première circonscription de l'Aveyron était composée de :
- Canton de Bozouls
- Canton d'Entraygues-sur-Truyère
- Canton d'Espalion
- Canton d'Estaing
- Canton de Laguiole
- Canton de Laissac
- Canton de Marcillac-Vallon
- Canton de Mur-de-Barrez
- Canton de Naucelle
- Canton de Rodez
- Canton de Saint-Amans-des-Cots
- Canton de Saint-Chély-d'Aubrac
- Canton de Sainte-Geneviève-sur-Argence
- Canton de Saint-Geniez-d'Olt

### Depuis 1988
La première circonscription de l'Aveyron est située dans le coin nord-est du département. Elle est centrée autour de la ville de Rodez. Elle regroupe les cantons suivant :
- Canton de Bozouls ;
- Canton d'Entraygues-sur-Truyère ;
- Canton d'Espalion ;
- Canton d'Estaing ;
- Canton de Laguiole ;
- Canton de Laissac ;
- Canton de Marcillac-Vallon ;
- Canton de Mur-de-Barrez ;
- Canton de Rodez-Est ;
- Canton de Rodez-Nord ;
- Canton de Rodez-Ouest ;
- Canton de Saint-Amans-des-Cots ;
- Canton de Saint-Chély-d'Aubrac ;
- Canton de Sainte-Geneviève-sur-Argence ;
- Canton de Saint-Geniez-d'Olt.

## Historique des résultats
| Législature | Début de mandat | Fin de mandat  | Député                    | Parti politique | Observations |
| ----------- | --------------- | -------------- | ------------------------- | --------------- | --- |
| Ire         | 9 décembre 1958 | 9 octobre 1962 | Roland Boscary-Monsservin | CNI             | Ministre de l'agriculture (1957-1958) Maire de Rodez (1965-1983) Mandat écourté à la suite d'une dissolution parlementaire décidée par Charles de Gaulle. |
| IIe         | 6 décembre 1962 | 2 avril 1967   | Roland Boscary-Monsservin | CNI             | Ministre de l'agriculture (1957-1958) Maire de Rodez (1965-1983)                                                                                          |
| IIIe        | 3 avril 1967    | 30 mai 1968    | Roland Boscary-Monsservin | CNI             | Ministre de l'agriculture (1957-1958) Maire de Rodez (1965-1983) Mandat écourté à la suite d'une dissolution parlementaire décidée par Charles de Gaulle. |
| IVe         | 11 juillet 1968 | 1er avril 1973 | Roland Boscary-Monsservin | CNI             | Remplacé le 5 décembre 1971 par Jean Briane (UDF) à la suite de son élection au Sénat (26 septembre 1971).                                                |
| Ve          | 2 avril 1973    | 2 avril 1978   | Jean Briane               | UDF-CDS         | |
| VIe         | 3 avril 1978    | 22 mai 1981    | Jean Briane               | UDF-CDS         | Mandat écourté à la suite d'une dissolution parlementaire décidée par François Mitterrand.                                                                |
| VIIe        | 2 juillet 1981  | 1er avril 1986 | Jean Briane               | UDF-CDS         | |
| IXe         | 23 juin 1988    | 1er avril 1993 | Jean Briane               | UDF-CDS         | |
| Xe          | 2 avril 1993    | 21 avril 1997  | Jean Briane               | UDF-CDS         | Mandat écourté à la suite d'une dissolution parlementaire décidée par Jacques Chirac.                                                                     |
| XIe         | 12 juin 1997    | 18 juin 2002   | Jean Briane               | UDF-FD          | |
| XIIe        | 19 juin 2002    | 19 juin 2007   | Yves Censi                | UMP             | |
| XIIIe       | 20 juin 2007    | 19 juin 2012   | Yves Censi                | UMP             | |
| XIVe        | 20 juin 2012    | 20 juin 2017   | Yves Censi                | UMP             | |
| XVe         | 21 juin 2017    | 21 juin 2022   | Stéphane Mazars           | LREM            | Adjoint au maire de Rodez Conseiller Départemental du Canton de Vaillon Sénateur (2012-2014)                                                              |
| XVIe        | 22 juin 2022    | 9 juin 2024    | Stéphane Mazars           | LREM-Ensemble   | Mandat écourté à la suite d'une dissolution parlementaire décidée par Emmanuel Macron.                                                                    |

## Historique des élections

### Élections de 1958
|                | Roland Boscary-Monsservin élu | CNIP           | 33 943 | 71,35  |  |  |  |
|                | Albert Piquemal               | SFIO           | 6 285  | 13,21  |  |  |  |
|                | René Boutet                   | UFF            | 4 225  | 8,88   |  |  |  |
|                | Victoria Pascal               | PCF            | 3 122  | 6,56   |  |  |  |
|                |                               |                |        |        |  |  |  |
| Inscrits       | Inscrits                      | Inscrits       | 63 713 | 100,00 |  |  |  |
| Abstentions    | Abstentions                   | Abstentions    | 13 442 | 21,1   |  |  |  |
| Votants        | Votants                       | Votants        | 50 271 | 78,9   |  |  |  |
| Blancs et nuls | Blancs et nuls                | Blancs et nuls | 2 696  | 5,36   |  |  |  |
| Exprimés       | Exprimés                      | Exprimés       | 47 575 | 94,64  |  |  |  |

Raymond Cayrel, agriculteur, maire de Saint-Chély-d'Aubrac, était le suppléant de Roland Boscary-Monsservin.

### Élections de 1962
|                | Roland Boscary-Monsservin sortant réélu | RI             | 27 573 | 71,73  |  |  |  |
|                | Marcel Labeix                           | Radsoc         | 6 905  | 17,96  |  |  |  |
|                | Victoria Pascal                         | PCF            | 3 963  | 10,31  |  |  |  |
|                |                                         |                |        |        |  |  |  |
| Inscrits       | Inscrits                                | Inscrits       | 63 527 | 100,00 |  |  |  |
| Abstentions    | Abstentions                             | Abstentions    | 20 568 | 32,38  |  |  |  |
| Votants        | Votants                                 | Votants        | 42 959 | 67,62  |  |  |  |
| Blancs et nuls | Blancs et nuls                          | Blancs et nuls | 4 518  | 10,52  |  |  |  |
| Exprimés       | Exprimés                                | Exprimés       | 38 441 | 89,48  |  |  |  |

Raymond Cayrel était le suppléant de Roland Boscary-Monsservin.

### Élections de 1967
|                | Roland Boscary-Monsservin sortant réélu | RI             | 32 019 | 64,67  |  |  |  |
|                | Jean Briane                             | CD (PDM)       | 6 834  | 13,8   |  |  |  |
|                | Jean Alquier                            | FGDS           | 6 593  | 13,32  |  |  |  |
|                | Victoria Pascal                         | PCF            | 4 066  | 8,21   |  |  |  |
|                |                                         |                |        |        |  |  |  |
| Inscrits       | Inscrits                                | Inscrits       | 60 708 | 100,00 |  |  |  |
| Abstentions    | Abstentions                             | Abstentions    | 9 838  | 16,21  |  |  |  |
| Votants        | Votants                                 | Votants        | 50 870 | 83,79  |  |  |  |
| Blancs et nuls | Blancs et nuls                          | Blancs et nuls | 1 358  | 2,67   |  |  |  |
| Exprimés       | Exprimés                                | Exprimés       | 49 512 | 97,33  |  |  |  |

Raymond Cayrel était le suppléant de Roland Boscary-Monsservin.

### Élections de 1968
|                | Roland Boscary-Monsservin sortant réélu | RI (URP)       | 37 270 | 76     |  |  |  |
|                | Jean-Pierre Prévosto                    | FGDS (CIR)     | 8 296  | 16,92  |  |  |  |
|                | Victoria Pascal                         | PCF            | 3 476  | 7,09   |  |  |  |
|                |                                         |                |        |        |  |  |  |
| Inscrits       | Inscrits                                | Inscrits       | 62 480 | 100,00 |  |  |  |
| Abstentions    | Abstentions                             | Abstentions    | 11 833 | 18,94  |  |  |  |
| Votants        | Votants                                 | Votants        | 50 647 | 81,06  |  |  |  |
| Blancs et nuls | Blancs et nuls                          | Blancs et nuls | 1 605  | 3,17   |  |  |  |
| Exprimés       | Exprimés                                | Exprimés       | 49 042 | 96,83  |  |  |  |

Raymond Cayrel était le suppléant de Roland Boscary-Monsservin.
Roland Boscary-Monsservin est élu Sénateur le 26 septembre 1971.

### Élection partielle du 28 novembre et du 5 décembre 1971
| Candidat | Candidat             | Parti          | Premier tour | Premier tour | Second tour | Second tour |  |
| Candidat | Candidat             | Parti          | Voix         | %            | Voix        | %           |  |
| --- | -------------------- | -------------- | ------------ | ------------ | ----------- | ----------- |  |
| | Marc Censi           | RI             | 15 868       | 42,29        | 19 107      | 48,33       |  |
| | Jean Briane élu      | CD             | 10 579       | 28,19        | 20 430      | 51,67       |  |
| | Jean-Pierre Prevosto | Divers gauche  | 4 608        | 12,28        |             |             |  |
| | Michel Lafon         | PCF            | 4 085        | 10,89        |             |             |  |
| | Serge Cattelin       | ARLP           | 2 383        | 6,35         |             |             |  |
| |                      |                |              |              |             |             |  |
| Inscrits | Inscrits             | Inscrits       | 63 293       | 100,00       | 63 286      | 100,00      |  |
| Abstentions | Abstentions          | Abstentions    | 24 076       | 38,04        | 21 614      | 34,15       |  |
| Votants | Votants              | Votants        | 39 217       | 61,96        | 41 672      | 65,85       |  |
| Blancs et nuls | Blancs et nuls       | Blancs et nuls | 1 694        | 4,32         | 2 135       | 5,12        |  |
| Exprimés | Exprimés             | Exprimés       | 37 523       | 95,68        | 39 537      | 94,88       |  |
| Source : France, Ministère de l'intérieur. Les Elections législatives . Métropole., la Documentation française, 1974 (lire en ligne) |                      |                |              |              |             |             |  |

### Élections de 1973
| Candidat       | Candidat                  | Parti          | Premier tour | Premier tour | Second tour | Second tour |  |
| Candidat       | Candidat                  | Parti          | Voix         | %            | Voix        | %           |  |
| -------------- | ------------------------- | -------------- | ------------ | ------------ | ----------- | ----------- |  |
|                | Jean Briane sortant réélu | CD (MR)        | 20 709       | 39,91        | 24 068      | 44,87       |  |
|                | Olivier Giscard d'Estaing | RI (URP)       | 16 261       | 31,34        | 20 956      | 39,07       |  |
|                | Jean-Paul Salvan          | PS (UGSD)      | 7 084        | 13,65        | 8 618       | 16,07       |  |
|                | Michel Lafon              | PCF            | 4 162        | 8,02         |             |             |  |
|                | Michel Astoul             | UDR (URP)      | 3 593        | 6,92         |             |             |  |
|                | Paul Bousquet             | Divers droite  | 82           | 0,16         |             |             |  |
|                |                           |                |              |              |             |             |  |
| Inscrits       | Inscrits                  | Inscrits       | 64 720       | 100,00       | 64 706      | 100,00      |  |
| Abstentions    | Abstentions               | Abstentions    | 11 565       | 17,87        | 10 414      | 16,09       |  |
| Votants        | Votants                   | Votants        | 53 155       | 82,13        | 54 292      | 83,91       |  |
| Blancs et nuls | Blancs et nuls            | Blancs et nuls | 1 264        | 2,38         | 650         | 1,2         |  |
| Exprimés       | Exprimés                  | Exprimés       | 51 891       | 97,62        | 53 642      | 98,8        |  |

Le suppléant de Jean Briane était Marcel Escalié, agriculteur, maire de Bessuéjouls.

### Élections de 1978
| Candidat       | Candidat                  | Parti          | Premier tour | Premier tour | Second tour | Second tour |  |
| Candidat       | Candidat                  | Parti          | Voix         | %            | Voix        | %           |  |
| -------------- | ------------------------- | -------------- | ------------ | ------------ | ----------- | ----------- |  |
|                | Jean Briane sortant réélu | UDF (CDS)      | 27 388       | 45,84        | 40 012      | 66,22       |  |
|                | Jean-Paul Salvan          | PS             | 13 299       | 22,26        | 20 410      | 33,78       |  |
|                | Pierre Riom               | UDF (PR)       | 12 066       | 20,19        | Retrait     | Retrait     |  |
|                | Michel Lafon              | PCF            | 5 075        | 8,49         |             |             |  |
|                | Jean-Marie Mazars         | LO             | 1 921        | 3,22         |             |             |  |
|                |                           |                |              |              |             |             |  |
| Inscrits       | Inscrits                  | Inscrits       | 72 729       | 100,00       | 72 725      | 100,00      |  |
| Abstentions    | Abstentions               | Abstentions    | 11 501       | 15,81        | 11 082      | 15,24       |  |
| Votants        | Votants                   | Votants        | 61 228       | 84,19        | 61 643      | 84,76       |  |
| Blancs et nuls | Blancs et nuls            | Blancs et nuls | 1 479        | 2,42         | 1 221       | 1,98        |  |
| Exprimés       | Exprimés                  | Exprimés       | 59 749       | 97,58        | 60 422      | 98,02       |  |

Marcel Escalié était le suppléant de Jean Briane.

### Élections de 1981
|                | Jean Briane sortant réélu | UDF (CDS)      | 33 387 | 61,35  |  |  |  |
|                | André Sournac             | PS             | 17 819 | 32,74  |  |  |  |
|                | Michel Lafon              | PCF            | 3 212  | 5,90   |  |  |  |
|                |                           |                |        |        |  |  |  |
| Inscrits       | Inscrits                  | Inscrits       | 74 841 | 100,00 |  |  |  |
| Abstentions    | Abstentions               | Abstentions    | 19 542 | 26,11  |  |  |  |
| Votants        | Votants                   | Votants        | 55 299 | 73,89  |  |  |  |
| Blancs et nuls | Blancs et nuls            | Blancs et nuls | 881    | 1,59   |  |  |  |
| Exprimés       | Exprimés                  | Exprimés       | 54 418 | 98,41  |  |  |  |

Marcel Escalié était le suppléant de Jean Briane.

### Élections de 1988
|                | Jean Briane sortant réélu | UDF (CDS) (URC) | 28 741 | 61,61  |  |  |  |
|                | Dominique Raynal          | PS              | 15 768 | 33,8   |  |  |  |
|                | Michel Lafon              | PCF             | 2 139  | 4,59   |  |  |  |
|                |                           |                 |        |        |  |  |  |
| Inscrits       | Inscrits                  | Inscrits        | 66 873 | 100,00 |  |  |  |
| Abstentions    | Abstentions               | Abstentions     | 18 815 | 28,14  |  |  |  |
| Votants        | Votants                   | Votants         | 48 058 | 71,86  |  |  |  |
| Blancs et nuls | Blancs et nuls            | Blancs et nuls  | 1 410  | 2,93   |  |  |  |
| Exprimés       | Exprimés                  | Exprimés        | 46 648 | 97,07  |  |  |  |

Jacques Delfieux, maire de Campuac, était le suppléant de Jean Briane.

### Élections de 1993
| Candidat       | Candidat                  | Parti          | Premier tour | Premier tour | Second tour | Second tour |  |
| Candidat       | Candidat                  | Parti          | Voix         | %            | Voix        | %           |  |
| -------------- | ------------------------- | -------------- | ------------ | ------------ | ----------- | ----------- |  |
|                | Jean Briane sortant réélu | UDF (CDS)      | 17 823       | 36,83        | 24 590      | 100,00      |  |
|                | François Rey              | diss. UDF      | 14 556       | 30,08        | Retrait     | Retrait     |  |
|                | Dominique Raynal          | PS (ADFP)      | 6 708        | 13,86        |             |             |  |
|                | Denis Psaume              | Les Verts (EÉ) | 3 079        | 6,36         |             |             |  |
|                | André Marçais             | FN             | 2 588        | 5,35         |             |             |  |
|                | Guy Drillin               | PCF            | 2 070        | 4,28         |             |             |  |
|                | Claude-Philippe Berger    | LT-LNÉ         | 1 422        | 2,94         |             |             |  |
|                | Simone Bonnefois          | PLN            | 146          | 0,3          |             |             |  |
|                |                           |                |              |              |             |             |  |
| Inscrits       | Inscrits                  | Inscrits       | 68 983       | 100,00       | 68 983      | 100,00      |  |
| Abstentions    | Abstentions               | Abstentions    | 17 894       | 25,94        | 34 611      | 50,17       |  |
| Votants        | Votants                   | Votants        | 51 089       | 74,06        | 34 372      | 49,83       |  |
| Blancs et nuls | Blancs et nuls            | Blancs et nuls | 2 697        | 5,28         | 9 782       | 28,46       |  |
| Exprimés       | Exprimés                  | Exprimés       | 48 392       | 94,72        | 24 590      | 71,54       |  |

Jacques Delfieux était le suppléant de Jean Briane.

### Élections de 1997
| Candidat       | Candidat                  | Parti          | Premier tour | Premier tour | Second tour | Second tour |  |
| Candidat       | Candidat                  | Parti          | Voix         | %            | Voix        | %           |  |
| -------------- | ------------------------- | -------------- | ------------ | ------------ | ----------- | ----------- |  |
|                | Jean Briane sortant réélu | UDF (FD)       | 12 256       | 25,82        | 27 184      | 56,3        |  |
|                | Anne-Christine Her        | PS             | 11 121       | 23,43        | 21 098      | 43,7        |  |
|                | François Rey              | diss. UDF      | 6 475        | 13,64        |             |             |  |
|                | Régine Taussat            | diss. RPR      | 6 467        | 13,63        |             |             |  |
|                | Olivier Carrasco          | FN             | 3 990        | 8,41         |             |             |  |
|                | Marie-Claude Carlin       | Les Verts      | 2 961        | 6,24         |             |             |  |
|                | Guy Drillin               | PCF            | 2 542        | 5,36         |             |             |  |
|                | Paul Vaurs                | LDI (CNIP)     | 847          | 1,78         |             |             |  |
|                | Christophe Boisseau       | US4J           | 801          | 1,69         |             |             |  |
|                |                           |                |              |              |             |             |  |
| Inscrits       | Inscrits                  | Inscrits       | 69 622       | 100,00       | 69 619      | 100,00      |  |
| Abstentions    | Abstentions               | Abstentions    | 19 159       | 27,52        | 18 235      | 26,19       |  |
| Votants        | Votants                   | Votants        | 50 463       | 72,48        | 51 384      | 73,81       |  |
| Blancs et nuls | Blancs et nuls            | Blancs et nuls | 3 003        | 5,95         | 3 102       | 6,04        |  |
| Exprimés       | Exprimés                  | Exprimés       | 47 460       | 94,05        | 48 282      | 93,96       |  |

Le suppléant de Jean Briane était Dominique Azam, Délégué général Mexique, Colombie, Vénézuela et Amérique centrale de la compagnie Saint-Gobain, conseiller général du canton de Réquista, maire de Réquista.

### Élections de 2002
| Candidat       | Candidat                   | Parti          | Premier tour | Premier tour | Second tour | Second tour |  |
| Candidat       | Candidat                   | Parti          | Voix         | %            | Voix        | %           |  |
| -------------- | -------------------------- | -------------- | ------------ | ------------ | ----------- | ----------- |  |
|                | Anne-Marie Cluzel          | PS             | 12 170       | 24,18        | 19 840      | 43,22       |  |
|                | Yves Censi élu             | UMP            | 12 145       | 24,13        | 26 068      | 56,78       |  |
|                | Régine Taussat             | Divers droite  | 8 526        | 16,94        |             |             |  |
|                | Jean-Claude Luche          | UDF            | 5 930        | 11,78        |             |             |  |
|                | Marie-Claire de La Sayette | FN             | 2 973        | 5,91         |             |             |  |
|                | Maité Laur                 | Divers droite  | 2 230        | 4,43         |             |             |  |
|                | Marie-Claude Carlin        | Les Verts      | 1 124        | 2,23         |             |             |  |
|                | Hélène Combes-Dumas        | CPNT           | 1 067        | 2,12         |             |             |  |
|                | Sylvie Foulquier           | PCF            | 870          | 1,73         |             |             |  |
|                | Marie-Cécile Périllat      | LCR            | 708          | 1,41         |             |             |  |
|                | Valérie Berger             | PRG            | 602          | 1,2          |             |             |  |
|                | Olivia Delille             | LT-LNÉ         | 449          | 0,89         |             |             |  |
|                | Martine Combes             | MPF            | 401          | 0,8          |             |             |  |
|                | Josiane Fagnon             | LO             | 294          | 0,58         |             |             |  |
|                | Christian Régis            | Divers droite  | 260          | 0,52         |             |             |  |
|                | Françoise Mas              | MNR            | 250          | 0,5          |             |             |  |
|                | Josiane Marty              | Régionaliste   | 123          | 0,24         |             |             |  |
|                | Françoise Mazel            | Divers         | 118          | 0,23         |             |             |  |
|                | Denis Serre                | GÉ             | 89           | 0,18         |             |             |  |
|                | Sylvie Sordes              | Divers         | 0            | 0            |             |             |  |
|                |                            |                |              |              |             |             |  |
| Inscrits       | Inscrits                   | Inscrits       | 72 568       | 100,00       | 72 566      | 100,00      |  |
| Abstentions    | Abstentions                | Abstentions    | 20 852       | 28,73        | 24 311      | 33,5        |  |
| Votants        | Votants                    | Votants        | 51 716       | 71,27        | 48 255      | 66,5        |  |
| Blancs et nuls | Blancs et nuls             | Blancs et nuls | 1 387        | 2,68         | 2 347       | 4,86        |  |
| Exprimés       | Exprimés                   | Exprimés       | 50 329       | 97,32        | 45 908      | 95,14       |  |

Le suppléant d'Yves Censi était André Raynal, agriculteur, maire RPR de Cantoin.

### Élections de 2007
| Candidat       | Candidat                 | Parti                      | Premier tour | Premier tour | Second tour | Second tour |  |
| Candidat       | Candidat                 | Parti                      | Voix         | %            | Voix        | %           |  |
| -------------- | ------------------------ | -------------------------- | ------------ | ------------ | ----------- | ----------- |  |
|                | Yves Censi sortant réélu | UMP                        | 17 414       | 35,15        | 26 085      | 53,32       |  |
|                | Christian Teyssèdre      | PS                         | 14 409       | 29,08        | 22 841      | 46,68       |  |
|                | Thierry Puech            | Divers droite (Maj. prés.) | 6 535        | 13,19        |             |             |  |
|                | Maité Laur               | UDF–MoDem                  | 5 519        | 11,14        |             |             |  |
|                | Marie-Claude Carlin      | Les Verts                  | 1 359        | 2,74         |             |             |  |
|                | Jean-Léon Miquel         | FN                         | 975          | 1,97         |             |             |  |
|                | Marie-Cécile Périllat    | LCR                        | 934          | 1,89         |             |             |  |
|                | Sylvie Foulquier         | PCF                        | 741          | 1,5          |             |             |  |
|                | Jean-Robert Évesque      | CPNT                       | 641          | 1,29         |             |             |  |
|                | Claire-Marie Garboulin   | MÉI                        | 388          | 0,78         |             |             |  |
|                | Ingrid Lebeau            | Divers                     | 282          | 0,57         |             |             |  |
|                | Arlette Saint-Avit       | LO                         | 217          | 0,44         |             |             |  |
|                | Nicolle Le Marchand      | MNR                        | 129          | 0,26         |             |             |  |
|                |                          |                            |              |              |             |             |  |
| Inscrits       | Inscrits                 | Inscrits                   | 74 596       | 100,00       | 74 595      | 100,00      |  |
| Abstentions    | Abstentions              | Abstentions                | 23 835       | 31,95        | 23 853      | 31,98       |  |
| Votants        | Votants                  | Votants                    | 50 761       | 68,05        | 50 742      | 68,02       |  |
| Blancs et nuls | Blancs et nuls           | Blancs et nuls             | 1 218        | 2,4          | 1 816       | 3,58        |  |
| Exprimés       | Exprimés                 | Exprimés                   | 49 543       | 97,6         | 48 926      | 96,42       |  |

Le suppléant d'Yves Censi était André Raynal.

### Élections de  2012
| Candidat       | Candidat                 | Parti          | Premier tour | Premier tour | Second tour | Second tour |  |
| Candidat       | Candidat                 | Parti          | Voix         | %            | Voix        | %           |  |
| -------------- | ------------------------ | -------------- | ------------ | ------------ | ----------- | ----------- |  |
|                | Yves Censi sortant réélu | UMP            | 19 487       | 39,83        | 24 311      | 50,67       |  |
|                | Monique Bultel-Herment   | PS             | 13 829       | 28,27        | 23 666      | 49,33       |  |
|                | Stéphane Mazars          | PRG (MoDem)    | 6 938        | 14,18        |             |             |  |
|                | Jean-Guillaume Remise    | RBM (FN)       | 3 990        | 8,16         |             |             |  |
|                | Guilhem Serieys          | FG (PG) (PCF)  | 2 708        | 5,54         |             |             |  |
|                | Bruno Bérardi            | EÉLV           | 1 478        | 3,02         |             |             |  |
|                | Marie-Line Faixa         | AÉI            | 337          | 0,69         |             |             |  |
|                | Arlette Saint-Avit       | LO             | 158          | 0,32         |             |             |  |
|                |                          |                |              |              |             |             |  |
| Inscrits       | Inscrits                 | Inscrits       | 75 452       | 100,00       | 75 453      | 100,00      |  |
| Abstentions    | Abstentions              | Abstentions    | 25 655       | 34           | 25 831      | 34,23       |  |
| Votants        | Votants                  | Votants        | 49 797       | 66           | 49 622      | 65,77       |  |
| Blancs et nuls | Blancs et nuls           | Blancs et nuls | 872          | 1,75         | 1 645       | 3,32        |  |
| Exprimés       | Exprimés                 | Exprimés       | 48 925       | 98,25        | 47 977      | 96,68       |  |

Le suppléant d'Yves Censi était André Raynal.

### Élections de  2017
|                                                                           |                                                                                     |                           |                           |                          |                          |
|                                                                           |                                                                                     | Premier tour 11 juin 2017 | Premier tour 11 juin 2017 | Second tour 18 juin 2017 | Second tour 18 juin 2017 |
|                                                                           |                                                                                     |                           |                           |                          |                          |
|                                                                           |                                                                                     | Nombre                    | % des inscrits            | Nombre                   | % des inscrits           |
| Inscrits                                                                  | Inscrits                                                                            | 76 414                    | 100,00                    | 76 404                   | 100,00                   |
| Abstentions                                                               | Abstentions                                                                         | 31 931                    | 41,79                     | 37 616                   | 49,23                    |
| Votants                                                                   | Votants                                                                             | 44 483                    | 58,21                     | 38 788                   | 50,77                    |
|                                                                           |                                                                                     |                           | % des votants             |                          | % des votants            |
| Bulletins blancs                                                          | Bulletins blancs                                                                    | 695                       | 1,56                      | 2 550                    | 6,57                     |
| Bulletins nuls                                                            | Bulletins nuls                                                                      | 317                       | 0,71                      | 1 258                    | 3,24                     |
| Suffrages exprimés                                                        | Suffrages exprimés                                                                  | 43 471                    | 97,72                     | 34 980                   | 90,18                    |
|                                                                           |                                                                                     |                           |                           |                          |                          |
| Candidat Étiquette politique (partis et alliances)                        | Candidat Étiquette politique (partis et alliances)                                  | Voix                      | % des exprimés            | Voix                     | % des exprimés           |
|                                                                           |                                                                                     |                           |                           |                          |                          |
|                                                                           | Stéphane Mazars La République en marche                                             | 19 962                    | 45,92                     | 23 217                   | 66,37                    |
|                                                                           | Yves Censi (député sortant) Les Républicains (Union des démocrates et indépendants) | 9 923                     | 22,83                     | 11 763                   | 33,63                    |
|                                                                           | Pierre Defontaines La France insoumise                                              | 4 756                     | 10,94                     |                          |                          |
|                                                                           | Sarah Vidal Parti socialiste                                                        | 3 569                     | 8,21                      |                          |                          |
|                                                                           | Matthieu Danen Front national                                                       | 3 232                     | 7,43                      |                          |                          |
|                                                                           | Christian Lammens Europe Écologie Les Verts                                         | 937                       | 2,16                      |                          |                          |
|                                                                           | Anne Minier Parti communiste français                                               | 367                       | 0,84                      |                          |                          |
|                                                                           | Michel Raynal Confédération pour l'homme, l'animal et la planète                    | 335                       | 0,77                      |                          |                          |
|                                                                           | Valérie Vagner Union populaire républicaine                                         | 202                       | 0,46                      |                          |                          |
|                                                                           | Arlette Saint-Avit Lutte ouvrière                                                   | 188                       | 0,43                      |                          |                          |
| Source : Ministère de l'Intérieur - Première circonscription de l'Aveyron |                                                                                     |                           |                           |                          |                          |

La suppléante de Stéphane Mazars était Pauline Cestrières, ingénieure agricole, maire de Montézic.

### Élections de 2022
| Résultats des élections législatives des 12 et 19 juin 2022 de la 1re circonscription de l'Aveyron |                          |                          |                          |              |              |             |             |
| Candidat                                                                                           | Candidat                 | Parti et coalition       | Nuance                   | Premier tour | Premier tour | Second tour | Second tour |
| Candidat                                                                                           | Candidat                 | Parti et coalition       | Nuance                   | Voix         | %            | Voix        | %           |
| | Stéphane Mazars          | LREM (ENS)               | ENS                      | 17 580       | 42,46        | 23 138      | 63,83       |
| | Léon Thébault            | EÉLV (NUPES)             | NUP                      | 8 923        | 21,55        | 13 113      | 36,17       |
| | Magali Bessaou           | LR (UDC)                 | LR                       | 5 436        | 13,13        |             |             |
| | Julia Plane              | RN                       | RN                       | 5 391        | 13,02        |             |             |
| | Godefroy Bes de Berc     | REC                      | REC                      | 1 409        | 3,40         |             |             |
| | Antoine Da Cruz          | RES                      | DVD                      | 1 405        | 3,39         |             |             |
| | Jean-Philippe Armet      | DLF (UPF)                | DSV                      | 487          | 1,18         |             |             |
| | Marie-Françoise Dumay    | PA                       | ECO                      | 432          | 1,04         |             |             |
| | Arlette Saint-Avit       | LO                       | DXG                      | 343          | 0,83         |             |             |
| Votes valides                                                                                      | Votes valides            | Votes valides            | Votes valides            | 41 406       | 97,57        | 36 251      | 91,34       |
| Votes blancs                                                                                       | Votes blancs             | Votes blancs             | Votes blancs             | 708          | 1,67         | 2 328       | 5,87        |
| Votes nuls                                                                                         | Votes nuls               | Votes nuls               | Votes nuls               | 323          | 0,76         | 1 110       | 2,80        |
| Total                                                                                              | Total                    | Total                    | Total                    | 42 437       | 100          | 39 689      | 100         |
| Abstention                                                                                         | Abstention               | Abstention               | Abstention               | 35 694       | 45,68        | 38 450      | 49,21       |
| Inscrits / participation                                                                           | Inscrits / participation | Inscrits / participation | Inscrits / participation | 78 131       | 54,32        | 78 139      | 50,79       |

La suppléante de Stéphane Mazars était Pauline Cestrières.

### Élections de 2024
| Candidat                 | Candidat                 | Parti et coalition       | Nuance                   | Premier tour | Premier tour | Second tour | Second tour |
| Candidat                 | Candidat                 | Parti et coalition       | Nuance                   | Voix         | %            | Voix        | %           |
| ------------------------ | ------------------------ | ------------------------ | ------------------------ | ------------ | ------------ | ----------- | ----------- |
|                          | Stéphane Mazars          | RE (ENS)                 | ENS                      | 24 349       | 43,58        | 34 706      | 65,17       |
|                          | Jean-Philippe Chartier   | RN                       | RN                       | 17 586       | 31,48        | 18 548      | 34,83       |
|                          | Léon Thébault            | LÉ (NFP)                 | UG                       | 12 702       | 22,74        | Retrait     | Retrait     |
|                          | Antoine Da Cruz          | RES                      | DVD                      | 811          | 1,45         |             |             |
|                          | Arlette Saint-Avit       | LO                       | EXG                      | 418          | 0,75         |             |             |
|                          |                          |                          |                          |              |              |             |             |
| Votes valides            | Votes valides            | Votes valides            | Votes valides            | 55 866       | 96,69        | 53 254      | 94,06       |
| Votes blancs             | Votes blancs             | Votes blancs             | Votes blancs             | 1 307        | 2,26         | 2 397       | 4,23        |
| Votes nuls               | Votes nuls               | Votes nuls               | Votes nuls               | 605          | 1,05         | 966         | 1,71        |
| Total                    | Total                    | Total                    | Total                    | 57 778       | 100          | 56 617      | 100         |
| Abstention               | Abstention               | Abstention               | Abstention               | 20 567       | 26,25        | 21 734      | 27,74       |
| Inscrits / participation | Inscrits / participation | Inscrits / participation | Inscrits / participation | 78 345       | 73,75        | 78 351      | 72,26       |

La suppléante de Stéphane Mazars est Pauline Cestrières.